# Бутан на Летњим олимпијским играма 2000.
Бутану је ово било пето учешће на Летњим олимпијским играма. На Олимпијским играма 2000. у Сиднеју представљало га је двоје спортиста (један мушкарац и једна жена) који су се такмичили у стреличарству. 
Спортисти Бутана на овим играма нису освојили ниједну медаљу, па је Бутан остао у групи земаља које нису освајале олимпијске медаље на свим олимпијским играма на којима су учествовали до сада.
Националну заставу на свечаном отварању Игара носио је трећи пут узастопно стреличар Џубзанг Џубзанг, који је овим учешћем на ЛОИ постао први и једини спортиста Бутана са три наступа на олимпијским играма. 

## Резултати

#### Мушкаци
| Стреличар       | Дисциплина  | Пласман  | Пласман | Коло 32 так.                          | Коло 16 так        | Четвртфинале       | Полуфинале         | Финале             | Финале  |
| Стреличар       | Дисциплина  | Резултат | Пласман | Противник Резултат                    | Противник Резултат | Противник Резултат | Противник Резултат | Противник Резултат | Место   |
| --------------- | ----------- | -------- | ------- | ------------------------------------- | ------------------ | ------------------ | ------------------ | ------------------ | ------- |
| Џубзанг Џубзанг | Појединачно | 596      | 56      | Нико Хендрикс · Белгија · Пор 156-162 | Није се пласирао   | Није се пласирао   | Није се пласирао   | Није се пласирао   | 43 / 64 |

#### Жене
| Стреличарка  | Дисциплина  | Пласман  | Пласман | Коло 32 так.                         | Коло 16 так        | Четвртфинале       | Полуфинале         | Финале             | Финале  |
| Стреличарка  | Дисциплина  | Резултат | Пласман | Противник Резултат                   | Противник Резултат | Противник Резултат | Противник Резултат | Противник Резултат | Место   |
| ------------ | ----------- | -------- | ------- | ------------------------------------ | ------------------ | ------------------ | ------------------ | ------------------ | ------- |
| Церинг Чоден | Појединачно | 614      | 50      | Даманхури · Индонезија · Пор 153-165 | Није се пласирала  | Није се пласирала  | Није се пласирала  | Није се пласирала  | 43 / 64 |